# Celeste (Band)
Celeste ist eine französische Band aus Lyon. Die 2005 gegründete Band verbindet musikalisch verschiedene Stile, wie Sludge, Black Metal und Post-Hardcore.

## Geschichte
Celeste wurde 2005 in der Lyoner Hardcore-Punk-Szene gegründet. Die Band spielt seit ihrer Gründung personell unverändert. Kurzfristig überschnitt sie sich personell mit der Screamo-Band Mihai Edrisch, die 2006 in Celeste und die ebenfalls länger schon bestehenden Daïtro zerfiel.
2006 debütierte Celeste mit einer EP bei einem kleinen französischen Label, seit ihrem ersten Album 2008 jedoch sind sie beim deutschen Label Denovali Records beheimatet, bei dem sie bis 2010 jährlich ein Album veröffentlichten. Von diesen fand das 2010 erschienene Morte(s) Nee(s) den größten Widerhall bei Publikum und Kritik. Ungewöhnlich ist die Veröffentlichungspolitik der Band: alle Alben stehen zugleich mit ihrem Erscheinen als Tonträger auf der Website des Labels als MP3-Datei zum kostenlosen Download bereit.

## Stil
Die Band spielt eine Mischung aus Sludge, Black Metal und Post-Hardcore, manche Autoren hörten auch Elemente aus Hardcore, Doomcore, Doom Metal und Death Metal. Die Stil-Kombination gilt als „originär“, Vergleiche mit anderen Bands werden daher nur punktuell gezogen. Die Frage nach anderen Bands als Einflüssen weist die Band explizit zurück, ebenso Kenntnisse des Black Metal vor der Entstehung der Band, weshalb die Band besonders die Zuordnung zum Black Metal ablehnt.
Dabei entwirft Gitarrist Guillaume die Riffs und zusätzliche Ideen, die dann anschließend mit der Gruppe diskutiert werden, um sodann die anderen Instrumente hinzuzufügen. In dieser Arbeitsweise sieht die Gruppe auch einen Garanten für die Homogenität ihres Stils.
Angemerkt wurde, musikalisch würde Celeste zwar „immer heavier, veränderten aber bisher nie ihre Ausrichtung“. Das hat insbesondere während der ersten Veröffentlichungen auch Kritik lautwerden lassen, sie seien musikalisch wenig variabel und machten immer das Gleiche. Bei Morte(s) Nee(s) wurde dann resümiert, dass die Band sich hingegen deutlich verändert habe, insbesondere wurde eine stärkere Integration von Black-Metal-Einflüssen festgestellt, technische Weiterentwicklung („Die Riffs sind teilweise recht schnell, das Drumming ist komplexer und die Songstrukturen sind klarer.“, „mehr Doublebass“) sowie die Bereitschaft zu formalen Experimenten (Instrumentalstücke, Sampling, klassische Instrumente wie Piano und Cello).
Definiertes Ziel der Band ist es, von Platte zu Platte „noch dunkler und noch extremer zu werden“. An diesem Ziel orientieren sich auch die Texte und die Ästhetik der Band. Die Texte werden von Johan auf Französisch verfasst, er sieht sie als „etwas Besonderes“ und ein Mittel, das dem Hörer „helfen [kann] unsere Welt zu betreten“. Sie seien „dunkel und brutal, manchmal auch wirklich hässlich“ und setzten sich auseinander mit „Themen wie Vergewaltigung, Pädophilie, Inzest, Krieg, Religionen, dem zeitgenössischen Leben und so weiter“. Ein zunehmend zentrales Motiv der Band wurden dabei negative Erfahrungen aus der Lebenswelt von Frauen, vom Gender-Pay-Gap bis hin zu sexueller Gewalt.

## Ästhetik

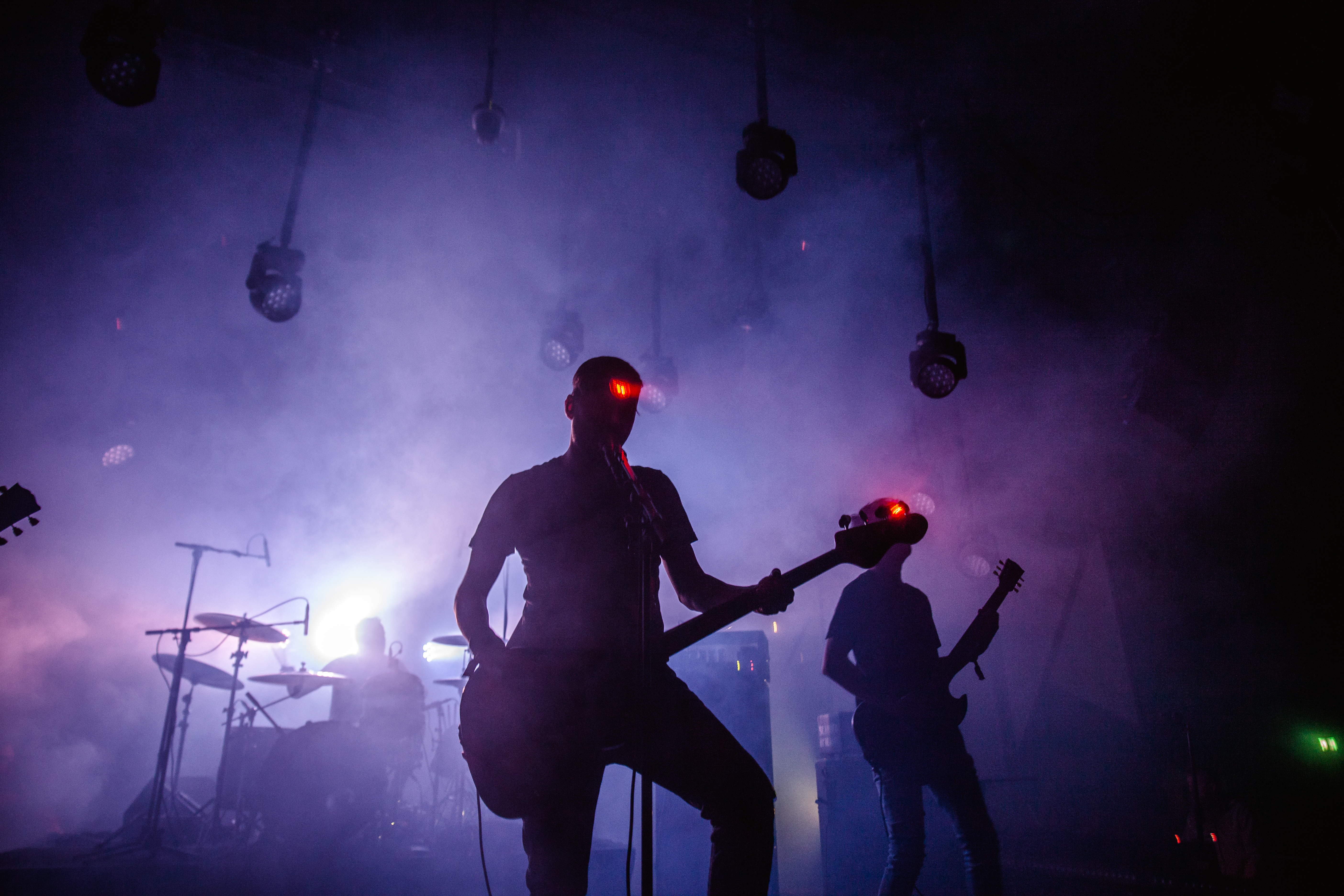
Celeste, Roskilde Festival 2018

Die Ästhetik der Band wird von Sänger Johan koordiniert, sie verwendet häufig wiederkehrende Elemente als Markenzeichen, so zum Beispiel in den Titeln der Veröffentlichungen vor Morte(s) Nee(s), die stets negative Einstellungen personalisierten: Pessimiste(s), Nihiliste(s), Misanthrope(s). Auch das in allen Titeln der Veröffentlichungen zu findende eingeklammerte „s“ und umgedrehte Kreuze zählten dazu, allerdings betont die Band, dass dies -ebenso wie weitere religiöse Elemente- nur ein Spiel sei, eine Referenz an die Metal-Einflüsse in der Band.  Von allen Tonträgern liegen darüber hinaus neben CD-Ausgaben meist unterschiedliche, aufwendig gefertigte und auf wenige 100 Stück limitierte Vinyl-Editionen vor.
Live spielt die Band mit einem ausgesprochen sparsamen Lichtkonzept: auf ihren Köpfen tragen sie rote Stirnlampen, dazu kommt ein Stroboskop und eine Nebelmaschine. Der so sehr dunkle Raum soll so den Auftritt „viel intensiver und brutaler“ wirken lassen. Die Konzerte sind dabei mit einer Länge von rund einer halben Stunde stets sehr kurz, da sie sonst zu anstrengend seien. Trotzdem spielt die Band viel live und hat auch bereits in Osteuropa, Russland, der Ukraine, der Türkei, in Asien und den USA getourt.

## Rezeption
Christoph Schulz schrieb im Ox „Celeste sind erschreckend.“ und attestierte ihnen eine „brachiale, Mark und Bein durchdringende Musik“, es gelänge ihnen, „mit ihrer Poesie des schwarzen Lochs immer wieder zu begeistern“. Vampster hingegen schrieb von Celeste als „Phänomen“, das sich in „den letzten Jahren mit ihrer Mischung aus Black Metal, Hardcore und Sludge eine Ausnahmestellung“ erspielt und „eine Reihe von faszinierenden Alben“ aufgenommen habe.
Ursprünglich wurden Celeste, ihrem Hintergrund entsprechend, vor allem von einem Hardcore-Publikum rezipiert. Anfang 2009, zur Zeit der Veröffentlichung von Misanthrope(s), konstatierte Sänger Johan noch, die Band sei in der Metal-Szene nicht wirklich bekannt. In einem Interview im Oktober 2010 allerdings beschrieb er, dass sich das Publikum seither deutlich verändert habe und nun aus allen möglichen Gruppen komme, „Hardcore, Metal, Screamo, Black“.
Trotz der erspielten Reputation sind die Bandmitglieder keine Berufsmusiker, eine Professionalisierung ist auch nicht intendiert. Nihiliste(s) wurde bis zum April 2010 rund 8.000-mal heruntergeladen und Morte(s) Née(s) innerhalb der ersten 48 Stunden nach Veröffentlichung fast 2.000 Mal. Über Verkaufszahlen von Tonträgern liegen keine Angaben vor.

## Diskografie
- 2006: Pessimiste(s) (EP, Matrix)
- 2008: Nihiliste(s) (Denovali Records)
- 2009: Misanthrope(s) (Denovali Records)
- 2010: Morte(s) Nee(s) (Denovali Records)
- 2013: Animale(s) (Denovali Records)
- 2017: Infidèle(s) (Denovali Records)
- 2022: Assassine(s)